# Església de Santa Pel·laia
Església de Santa Pel·laia és un temple del municipi de Cruïlles, Monells i Sant Sadurní de l'Heura (Baix Empordà) inclòs en l'Inventari del Patrimoni Arquitectònic de Catalunya.

## Descripció

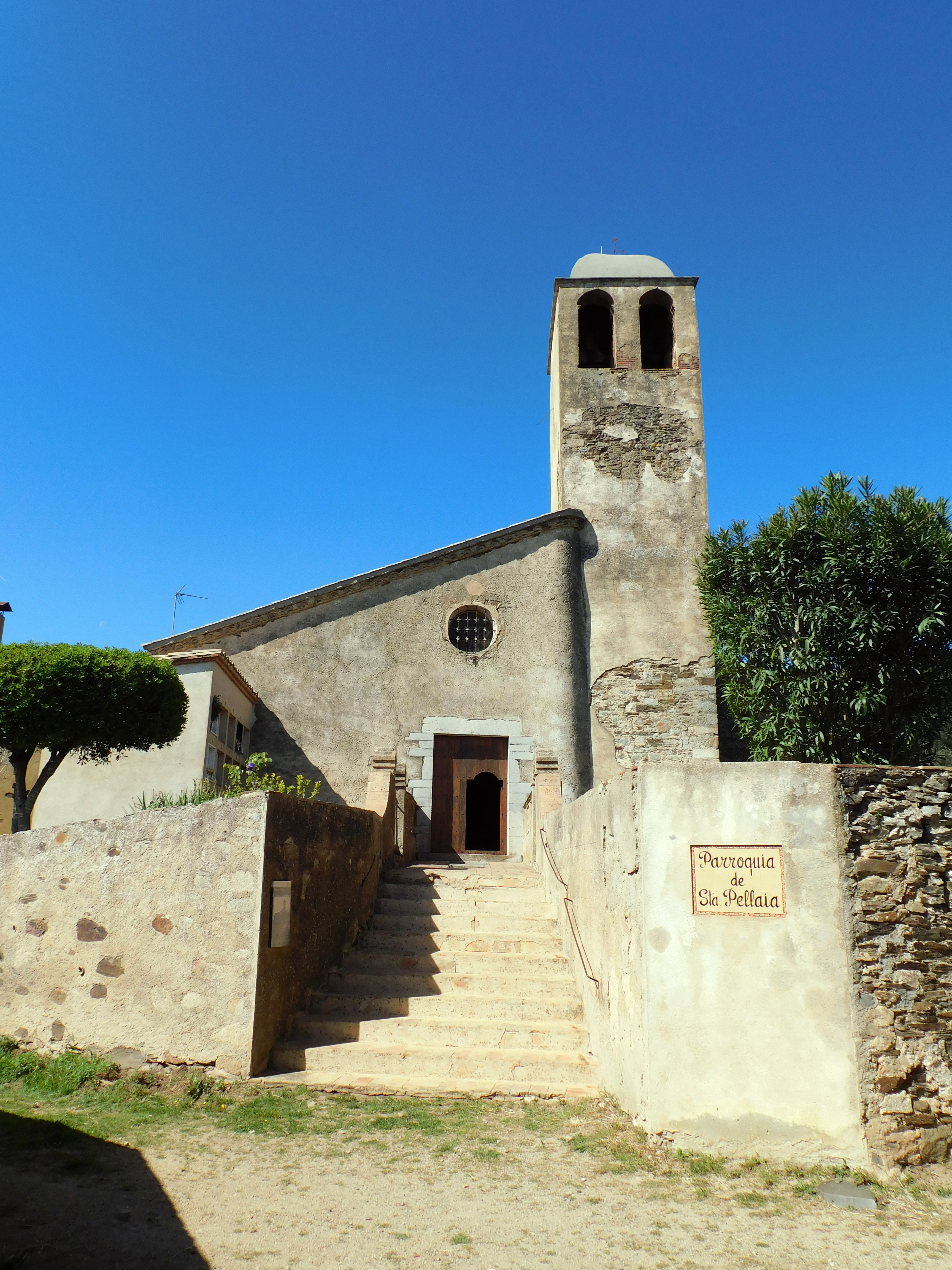

Edifici religiós.- Església d'una nau capçalera poligonal; la seva orientació ha estat capgirada: l'absis actual és a l'extrem de ponent i el frontis a llevant. L'interior ha estat enterament cobert d'arrebossat, igualment que bona part del parament extern. A l'extrem de llevant de la nau hi resta un tram del temple romànic: dues crugies amb volta de canó sobre dos arcs torals de mig punt amb pilars adossats que han estat arranats a bona altura. En aquest tram s'hi afegí un cor. El sector occidental de la nau, d'època molt posterior a l'esmentat, és de més amplada i s'hi obren deus capelles laterals; les coltes són de llunetes.
La façana actual té una porta rectangular amb llinda i un petit rosetó. Al NE de l'edifici s'hi dreça el cloquer, torre quadrangular amb arcs de mig punt i coberta prominent. Només és visible en alguns espais el parament de la part menys antiga, de grans rebles lligats amb morter.
La seva festa és el dia 8 d'octubre i és esmentada en els santorals com Santa Pelagia. Té uns Goigs dedicats que canten: "Puix que sou tan venerada, en eixa terra mortal, oh gentil Santa Pellaia, deslliureu-nos de tot mal".

## Història
L'església de Santa Pellaia, parroquial de la població d'aquest nom, de masies escampades per Les Gavarres, és emplaçada en un replà d'una alta carena d'aquesta serralada, en un punt albirador d'amplis panorames sobre l'Empordà i el Gironès i la Selva.
El lloc de Sanctae Pelagiae surt esmentat l'any 1064 en el testament de Ponç, preceptor de la Seu de Girona. A les Rationes Decimarum dels anys 1279 i 1280 hi figura l'ecclesia de sancta Pelagia, la qual consta com a parroquial als nomenclàtors diocesans del segle xiv i posteriors. L'any 1400 se signà una concòrdia entre els Jurats de la ciutat de Girona i el rei Martí sobre la jurisdicció d'aquesta parròquia.
En el fogatjament de l'any 1359, diamant de les Corts de Cervera, hi consta «Santa Pelaya» amb 17 focs, com a possessió de Gilabert de Cruïlles. En un altre del 1365-70 consta també sota el mateix domini la «Parròquia de sancta Palaya» amb 20 focs.
Va ser una parròquia amb certa importància, amb una pagesia escampada i nombrosa. L'abandó de les masies ha fet que perdés la població per la qual cosa avui està sota la jurisdicció de la parròquia de Cassà de la Selva. La població de Cassà, potser per haver estat la receptora d'aquesta pagesia, hi té una certa tirada i manté la seva devoció, com es pot demostrar el dia de la seva Festa Major, el dia de la Santa i en la Festa del Roser, el dilluns de Pasqua.